# The Doobie Brothers

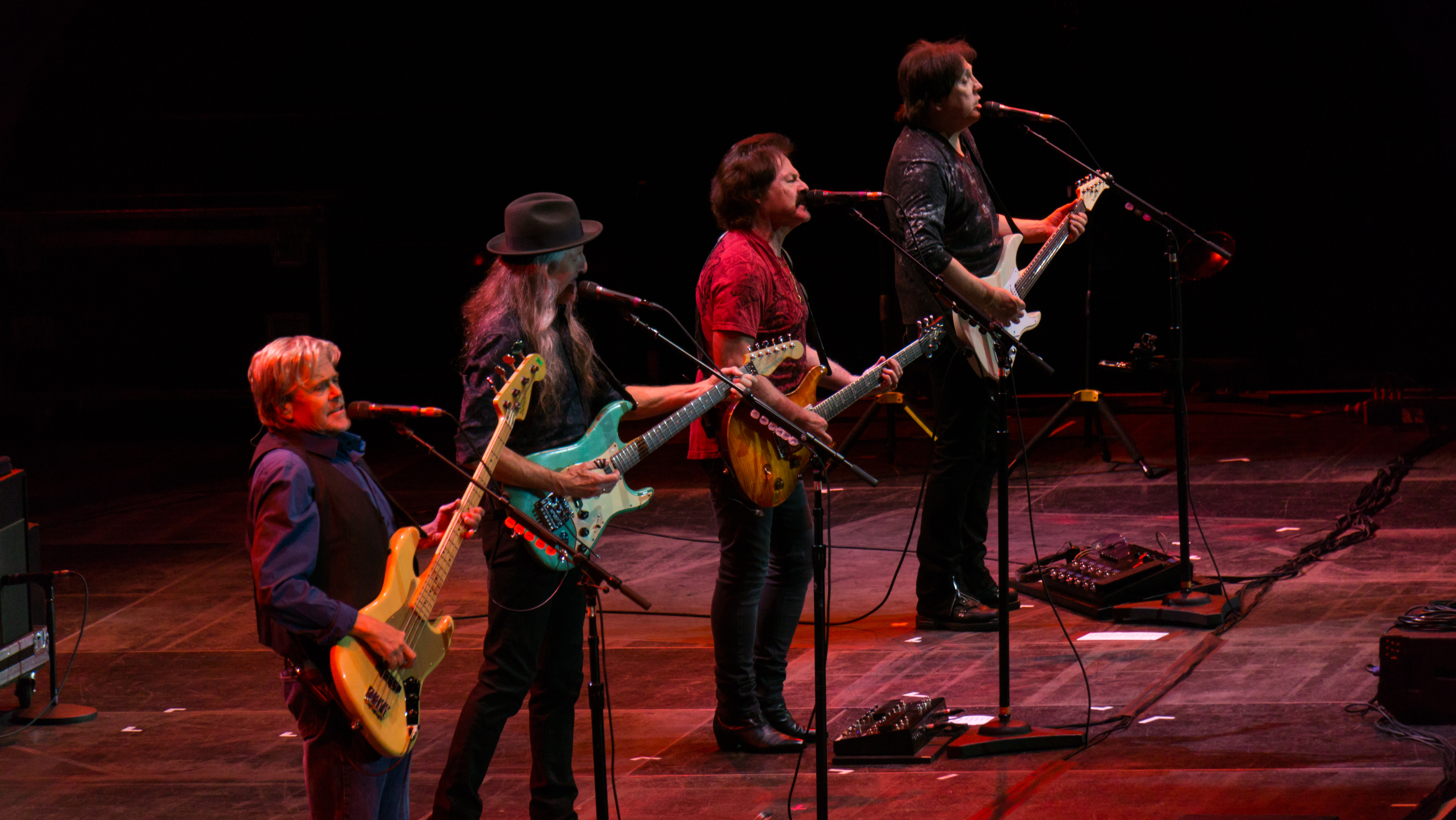
The Doobie Brothers 2018 (från vänster: Cowan, Simmons, Johnston, McFee).

The Doobie Brothers är en rockgrupp bildad 1970 i San Jose, Kalifornien, USA. De första albumen gruppen gjorde under tidigt 1970-tal präglades av boogierock och countryrock. Senare i karriären, mot slutet av samma decennium blev gruppens ljudbild mer lugn och soulinspirerad. 
Initiativtagare till gruppen var Tom Johnston (gitarr/sång) och trummisen John Hartman. Patrick Simmons (gitarr) och Dave Shogren (basgitarr) tillkom snart och gruppen var formad. Gruppens debutalbum ignorerades i stort sett. Shogren lämnade sedan gruppen och ersattes av Tiran Porter samtidigt som man anställde en trummis till, Michael Hossack.
Gruppens två nästföljande album, Toulouse Street och The Captain and Me gjorde succé. De fick amerikanska hits med låtarna "Listen to the Music", (1972), "China Grove", och "Long Train Runnin' " (båda 1973). De fick sin första Billboard Hot 100-etta med "Black Water" (1975). Keith Knudsen hade nu tagit över Hossacks plats i gruppen.
Efter att Johnston tvingats tillbringa en del tid på sjukhus togs Michael McDonald (sång/keyboard) in som hans ersättare. Johnston lämnade gruppen 1977, och McDonald som först var tänkt som en tillfällig ersättare blev fullvärdig medlem. McDonald drev gruppen mot en ljudbild mer inspireard av jazz och soul, vilket märks på det första album han medverkar på, Takin' It to the Streets. McDonalds kompositioner på skivan, titelspåret och "It Keeps You Runnin' " blev nästan lika populära som deras tidigare låtar. 1978 gavs albumet Minute by Minute ut, och de fick sin andra Billboardetta med "What a Fool Believes" som fanns med på skivan. Även titelspåret blev en singelhit. 1981 fick de en sista hit med "One Step Closer" innan gruppen upplöstes 1982 efter en hel del medlemsbyten.
1987 återförenades dock de tidiga Doobie Brothers med Tom Johnston och Patrick Simmons i spetsen. De har sedan dess spelat in en del nytt material, men framför allt turnerat. Även Michael McDonald har till och från uppträtt vid återföreningarna. År 2020 valdes gruppen in i Rock and Roll Hall of Fame.

## Medlemmar

### Nuvarande medlemmar
- Tom Johnston – gitarr, sång, munspel (1970–1975, 1987– )
- Patrick Simmons – gitarr, sång (1970–1982, 1987– )
- John McFee – gitarr, pedal steel gitarr, violin, munspel, sång (1979–1982, 1987, 1993–1995, 1996– )

### Nuvarande turnerande medlemmar
- John Cowan – basgitarr, sång (1993–1995, 2010– )
- Marc Russo – saxofoner (1998– )
- Ed Toth – trummor, percussion (2005– )
- Bill Payne – keyboard, bakgrundssång (2015– )
- Marc Quiñones – percussion (2018– )

### Tidigare medlemmar
- Dave Shogren – basgitarr, keyboard, bakgrundssång (1970–1971; död 1999)
- John Hartman – trummor, percussion (1970–1979, 1987–1992)
- Michael Hossack – trummor, percussion (1971–1973, 1987–2012; död 2012)
- Tiran Porter – basgitarr, sång (1971–1980, 1987–1992)
- Keith Knudsen – trummor, percussion, sång (1973–1982, 1987, 1993–2005; död 2005)
- Jeff "Skunk" Baxter – gitarr (1974–1979, 1987, 1992)
- Michael McDonald – keyboard, sång (1975–1982, 1987, 1992, 1995–1996)
- Bobby LaKind – congas, sång, percussion (1976–1982, 1987, 1992; död 1992)
- Chet McCracken – trummor, percussion (1979–1982, 1987, 1995)
- Cornelius Bumpus – saxofon, keyboard, sång (1979–1982, 1987, 1989–1990, 1992, 1993, 1995; död 2004)
- Willie Weeks – basgitarr, sång (1980–1982, 1993)

### Tidigare turnerande medlemmar
- Dale Ockerman – keyboard (1988–1995)
- Jimi Fox – percussion, sång (1989–1991)
- Richard Bryant – percussion, sång (1989–1991)
- Danny Hull – saxofon (1993–1998)
- Skylark – basgitarr, sång (1995–2010)
- Bernie Chiravelle – gitarr (1995)
- Guy Allison – keyboard, bakgrundssång (1996–2015)
- M.B. Gordy – percussion (2001–2005)
- Ed Wynne – saxofon (2002)
- Tony Pia – trummor, percussion (2010–2016)

## Diskografi

### Album
- 1971 – The Doobie Brothers
- 1972 – Toulouse Street
- 1973 – The Captain and Me

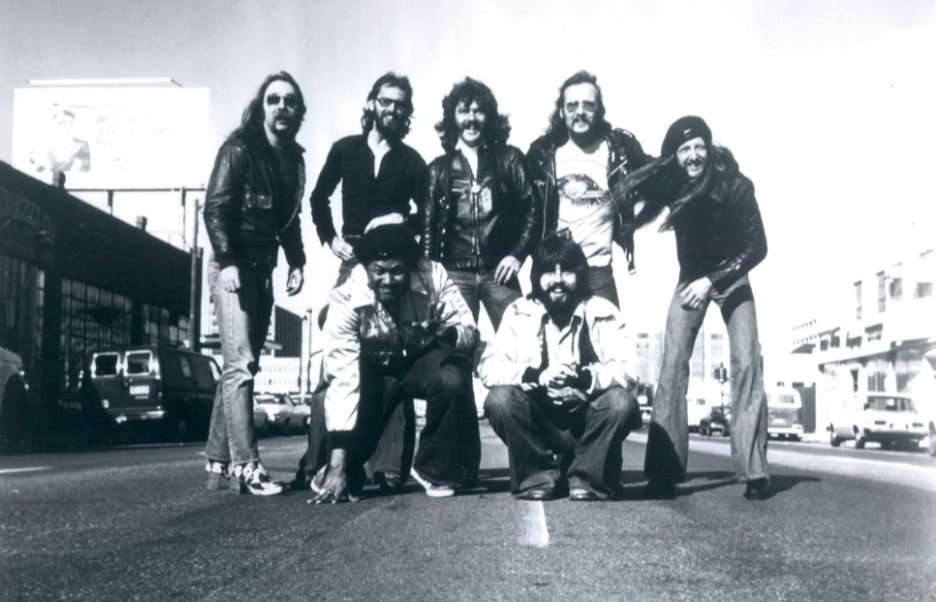
The Doobie Brothers 1976.

- 1974 – What Were Once Vices Are Now Habits
- 1975 – Stampede
- 1976 – Takin' It to the Streets
- 1977 – Livin' on the Fault Line
- 1978 – Minute by Minute
- 1980 – One Step Closer
- 1983 – Farewell Tour (live)
- 1989 – Cycles
- 1991 – Brotherhood
- 1996 – Rockin' Down the Highway: The Wildlife Concert (live)
- 2000 – Sibling Rivalry
- 2001 – On Our Way Up
- 2003 – Divided Highway
- 2004 – Live at Wolf Trap (live)
- 2010 – World Gone Cracy